# Karamela
Karamela je vrsta tvrdih bombona, pravi se od šećera. Uglavnom su braon boje. Mogu se kupiti u prodavnicama ili u bombondžinicama, kojih je sve manje. Veoma su ukusne.
Proces karamelizacije se sastoji od sporog zagrevanja ugljenih hidrata do oko 170 °C. Pri zagrevanju šećera, dolazi do razlaganja molekula i formiranja jedinjenja sa karakterističnom bojom i ukusom.
Mnoštvo različitih bombona, deserta, i slatkiša se pravi sa karamelom. Pojedine vrste sladoleda ponekad imaju ukus karamela ili sadrže karamelne ljuske.

## Etimologija
Reč potiče od francuske reči caramel, pozajmljene iz španske reči caramelo (18. vek), a ona sama verovatno iz portugalske reči caramelo. Najverovatnije dolazi od kasnolatinske reči calamellus 'šećerna trska', umanjenice od calamus 'trska', koja je izvedena iz grčke reči κάλαμος. Manje verovatno da potiče od srednjovekovne latinske reči cannamella, od canna 'trska' + mella 'med'. Konačno, neki rečnici je povezuju sa arapskom izrazom kora-moħalláh 'lopticom slatkiša'.

## Sos
Karamelni sos se pravi mešanjem karamelizovanog šećera sa kremom. U zavisnosti od nameravane primene, mogu se koristiti dodatni sastojci kao što su puter, voćni pire, likeri ili vanila. Karamelni sos se koristi u nizu deserta, posebno kao preliv za sladoled. Kada se koristi za krem karamel ili flan, poznat je kao bistra karamela i sadrži samo karamelizovani šećer i vodu. Baterskoč sos se pravi od smeđeg šećera, putera i krema. Tradicionalno, baterskoč je tvrda bombona više nalik na karamelu.

## Bombone
Karamelna bombona, ili „karamela“, a ponekad se naziva i „tofi“ (iako se ovo odnosi i na druge vrste bombona), je mekana, gusta, žvakaća bombona napravljena kuvanjem mešavine mleka ili pavlake, šećera, glukoze, putera i vanile (ili aroma vanile). Šećer i glukoza se zagrevaju odvojeno do 130 °C (270 °F); zatim se dodaju krem i puter koji hladi smesu. Smeša se zatim meša i ponovo zagreva dok ne dostigne 120 °C (250 °F). Po završetku kuvanja dodaju se vanilija ili bilo koje dodatne arome i so. Ranije dodavanje vanile ili aroma bi dovelo do toga da oni izgore na visokim temperaturama. Dodavanje soli ranije u procesu dovelo bi do invertiranja šećera dok se kuvaju.
Alternativno, svi sastojci se mogu kuvati zajedno. U ovom postupku, smeša se ne zagreva iznad nivoa čvrste kugle (120 °C [250 °F]), tako da dolazi do karamelizacije mleka. Ova temperatura nije dovoljno visoka da karamelizuje šećer i ova vrsta slatkiša se često naziva mlečna karamela ili krem karamela. Iako se karamelna bombona ponekad naziva „tofi” i poredi se sa baterskočom, postoji razlika. Iako su tofi i baterskoč bliže srodni od karamele, oni imaju većinu istih sastojaka. Međutim, razlika je u tome što tofi i baterskoč koriste melasu ili smeđi šećer, dok karamela koristi beli šećer. Takođe se kuvaju na različitim temperaturama i svaka od njih ima sopstvenu tehniku kuvanja koja ih čini jedinstvenim po ukusu i obliku.

## Soljenje
Slanu karamelu popularisao je 1977. godine francuski poslastičar Anri Le Ru u Kiberonu, Bretanja, u obliku karamela od slanog putera sa mlevenim orasima (caramel au beurre salé), koristeći bretonski demi-sel puter. Proglašena je za „najbolji slatkiš u Francuskoj“ (Meilleur Bonbon de France) na pariskom Međunarodnom sajmu konditorskih proizvoda 1980. godine. Le Ru je registrovao zaštitni znak „CBS“ (caramel au beurre salé) godinu dana kasnije.
Tokom kasnih 1990-ih, pariski poslastičar Pjer Erme predstavio je svoj slani puter i karamele makarune, a do 2000. vrhunski kuvari su počeli da dodaju malo soli u jela od karamele i čokolade. U 2008. godini je to ušlo na masovno tržište, kada su Häagen-Dazs i Starbucks počeli sa prodajom.
Prvobitno korišćena u desertima, ova poslastica je našla široku primenu na drugim mestima, uključujući toplu čokoladu i žestoka pića kao što je votka. Njena popularnost može proizaći iz efekata na sisteme nagrađivanja u ljudskom mozgu, što rezultira „hedonskom eskalacijom“.

## Bojenje
Karamelna boja, tamna, gorka tečnost, visoko je koncentrisani proizvod gotovo potpune karamelizacije, koji se komercijalno koristi kao boja za hranu i piće, npr. u koli.

## Hemija
Karamelizacija je uklanjanje vode iz šećera, nastavljajući do izomerizacije i polimerizacije šećera u različita jedinjenja visoke molekulske težine. Jedinjenja kao što je anhidrid difruktoze mogu se stvoriti iz monosaharida nakon gubitka vode. Reakcije fragmentacije dovode do jedinjenja male molekularne težine koja mogu biti isparljiva i mogu doprineti ukusu. Reakcije polimerizacije dovode do jedinjenja veće molekulske težine koja doprinose tamno-braon boji. Karamela se može proizvesti u mnoštvu oblika kao što su sos, bombona za žvakanje ili tvrda bombona u zavisnosti od toga koliko se sastojka dodaje i temperature na kojoj se priprema. U modernim recepturama i u komercijalnoj proizvodnji, glukoza (iz kukuruznog sirupa ili pšenice) ili invertni šećer se dodaje da bi se sprečila kristalizacija, čineći 10%-50% šećera po masi. „Vlažne karamele“ napravljene zagrevanjem saharoze i vode umesto same saharoze proizvode sopstveni invertni šećer usled termičke reakcije, ali ne nužno dovoljno da spreče kristalizaciju u tradicionalnim receptima.

## Literatura
- Villamiel, M.; del Castillo, M. D.; Corzo, N. (2006). „4. Browning Reactions”.  Ур.: Hui, Y. H.; Nip, W-.K.; Nollet. L. M. L.; Paliyath, G.; Simpson, B. K. Food biochemistry and food processing. Wiley-Blackwell. стр. 83—85. ISBN 978-0-8138-0378-4.
- Miller, Dennis (1998). Food Chemistry: A Laboratory Manual. Wiley-Interscience. ISBN 978-0471175438.
- Woo, K. S.; Kim, H. Y.; Hwang, I. G.; Lee, S. H.; Jeong, H. S. (2015). „Characteristics of the Thermal Degradation of Glucose and Maltose Solutions”. Prev Nutr Food Sci. 20 (2): 102—9. PMC 4500512 . PMID 26175997. doi:10.3746/pnf.2015.20.2.102.
- McGee, Harold. „Caramelization: new science, new possibilities”. Архивирано из оригинала 28. 10. 2018. г. Приступљено 10. 5. 2019.
- Villamiel, M.; del Castillo, M. D.; Corzo, N. (2006). „4. Browning Reactions”.  Ур.: Hui, Y. H.; Nip, W-.K.; Nollet. L. M. L.; Paliyath, G.; Simpson, B. K. Food biochemistry and food processing. Wiley-Blackwell. стр. 83–85. ISBN 978-0-8138-0378-4.
- Scocca, Tom. Layers of Deceit: Why do recipe writers lie and lie and lie about how long it takes to caramelize onions? Архивирано октобар 1, 2018 на сајту
- Child, Julia. „French Onion Soup”. Архивирано из оригинала 2012-05-02. г. Приступљено 2017-03-08.
- Farley, Jennifer (2016-10-10). „Caramelizing Pears”. Stemilt (на језику: енглески). Архивирано из оригинала 14. 2. 2019. г. Приступљено 2016-10-27.
- International Technical Caramel Association (ITCA) (2015-12-08). „Benefits of Caramel Color”. www.caramelfacts.org (на језику: енглески). Приступљено 2018-01-02.
- „Other Applications: Cocoa/Chocolate”. Caramel Color Application Guide. Sethness. Приступљено 25. 11. 2013.
- Can you taste E150a in whisky?, Master of Malt Blog, 2011-03-18, Архивирано из оригинала 2016-10-02. г., Приступљено 2016-09-30
- „Zapp's Potato Chips Ingredient Lists”. Zapps, Inc. Архивирано из оригинала 2013-12-03. г. Приступљено 25. 11. 2013.
- „Sweet Pickle Chips”. M.A. Gedney Co. Архивирано из оригинала 1. 10. 2016. г. Приступљено 25. 11. 2013.
- GENERAL STANDARD FOR FOOD ADDITIVES CODEX STAN 192-1995 (PDF), Codex Alimentarius, Приступљено 19. 3. 2021
- „Choosing the Best Caramel Color for Soy Sauce”. ddwcolor.com. DD Williamson. 7. 8. 2010. Приступљено 11. 6. 2015.
- FCC 7 Monographs / Caramel / 165, FCC, Архивирано из оригинала 2008-03-27. г., Приступљено 2011-11-07
- International Technical Caramel Association (ITCA) (2017-04-25). „A Deeper Dive into Caramel Colors”. www.caramelfacts.org (на језику: енглески). Приступљено 2018-01-02.
- „Select the Appropriate Class of Caramel”. Select Your Class. DD Williamson. Архивирано из оригинала 2013-06-24. г. Приступљено 9. 4. 2013.
- Physical and Chemical Properties of Caramel Color, Sethness-Roquette Caramel Color, Архивирано из оригинала 2012-08-24. г., Приступљено 2009-04-26
- „EBC's & Caramel Color”, DDW The Color House, DD Williamson, Архивирано из оригинала 20. 3. 2016. г., Приступљено 9. 4. 2013
- Grover, D. W. (1968), „The measurement and character of caramel colour”, International Journal of Food Science & Technology, 3 (4): 311—323, doi:10.1111/j.1365-2621.1968.tb01472.x
- US 3622343, Anwar, Mohammad H. & Calderon, Marvin, "Emulsions of flavoring oils and process for making same", published 1971-11-23
- Kamuf, William; Nixon, Alexander R.; Parker, Owen D.; Barnum, G. Campbell Jr. (2003). „Overview of Caramel Colors” (PDF). Cereal Foods World. 48 (2): 64—69. Архивирано из оригинала (PDF) 23. 9. 2015. г. Приступљено 9. 8. 2012.
- JECFA (2011), CARAMEL COLOURS (PDF), FAO
- CARAMEL COLOURS, IPCS, 2010-09-21, Приступљено 2012-01-19
- Vollmuth, Thomas A. (јануар 2018), „Caramel color safety – An update”, Food and Chemical Toxicology, 111: 578—596, PMID 29222054, doi:10.1016/j.fct.2017.12.004
- Yukhananov, Anna (5. 3. 2012). „US regulators dispute finding of cancer-causing soda”. Reuters. Washington: Reuters.com. Архивирано из оригинала 1. 9. 2012. г. Приступљено 29. 10. 2012.
- Lee, Barbara (15. 11. 2011), Letter from Director of Bureau of Chemical Safety (PDF), Health Canada, Health Products and Food Branch, Архивирано из оригинала (PDF) 2013-05-11. г.
- Scientific Opinion on the re-evaluation of caramel colours (E 150 a, b, c, d) as food additives, European Food Safety Authority (EFSA), 2011-03-08, Приступљено 2012-01-16
- Proposition 65, OEHHA, Приступљено 2012-01-16
- „FCC Monographs: Caramel Color” (PDF), Food Chemicals Codex (8, S1 изд.), The United States Pharmacopeial Convention, 2012, стр. 202—208, ISBN 978-1-936424-06-1
- „International Technical Caramel Association Industry Position Statement on Gluten Free Caramel Color” (PDF). www.caramelfacts.org. април 2017.
- Case, Shelley (2008). Gluten-Free Diet: A Comprehensive Resource Guide (Revised-Expanded изд.). Case Nutrition Consulting, Inc. ISBN 978-1-897010-54-9.

## Spoljašnje veze
- Caramelization at Science of Cooking
- Joint FAO/WHO Expert Committee on Food Additives (JECFA) specification for Caramel Colours Архивирано на веб-сајту  (21. март 2012)
- 21 U.S. Food and Drug Administration definition of Caramel
- European Commission Directive 95/45/EC (26 July 1995) on food color purity
- INCHEM Database